# Бруну Варела
Бруну Варела (порт. Bruno Varela, нар. 4 листопада 1994, Лісабон) — португальський футболіст, воротар клубу «Віторія» (Сетубал).

## Клубна кар'єра
Народився 4 листопада 1994 року в місті Лісабон. Розпочав займатись футболом в клубі «Понте Фрейташ», з якого 2006 року перейшов в академію «Бенфіки».
З 2012 року став залучатись до матчів другої команди «Бенфіки», за яку провів три сезони, взявши участь у 84 матчах чемпіонату. Причому з сезону 2013/14 був основним голкіпером команди, що виступала у Сегунді.
У сезоні 2015/16 на правах оренди виступав за іспанський «Реал Вальядолід», проте за цей час провів за вальядолідський клуб лише один матч — 4 червня 2016 року в останньому турі Сегунди проти «Мальорки» (1:3), в якому пропустив три голи.
Влітку 2016 року повернувся на батьківщину, підписавши контракт з клубом елітного португальського дивізіону «Віторією» (Сетубал). 

## Виступи за збірні
2009 року дебютував у складі юнацької збірної Португалії. У її складі був учасником юнацького (U-19) Євро-2012 та Євро-2013, взяв участь у 25 іграх на юнацькому рівні, пропустивши 4 голи.
З 2014 року залучався до складу молодіжної збірної Португалії, разом з якою був учасником молодіжного чемпіонату світу 2013 року, бронзовим призером Турніру в Тулоні та фіналістом молодіжного чемпіонату Європи 2015 року, що дозволило португальцям кваліфікуватись на футбольний турнір Олімпійських ігор. Загалом на молодіжному рівні зіграв у 11 офіційних матчах, пропустив 1 гол.
2016 року захищав кольори олімпійської збірної Португалії на Олімпійських іграх 2016 року у Ріо-де-Жанейро.

## Титули і досягнення
- Володар Суперкубка Португалії (1):

«Бенфіка»: 2017
- Чемпіон Нідерландів (1):

«Аякс»: 2018-19
- Володар Кубка Нідерландів (1):

«Аякс»: 2018-19
- Володар Суперкубка Нідерландів (1):

«Аякс»: 2019
Особисті досягнення
- Воротар місяця Прімейра-ліги: серпень 2024